# 盧一誠
盧一誠（1532年—1596年），字誠之，别号溪南，晚號未人，福建福州府福清縣人，明朝政治人物。

## 生平
萬曆七年（1579年）己卯科順天府鄉試第二十六名，萬曆八年庚辰科會試第五十一名，未殿试，十一年（1583年）癸未科登三甲第一百五十二名進士。授行人，奉使列藩，遗无所受。久之，转司副，满三岁为正。转南京户部江西司员外郎，二十一年升郎中，二十三年（1595年）擢潮州府知府。二十四年卒官，年六十五。

## 家族
曾祖盧肇；祖父盧必貴；父盧國清。母林氏。前配陈氏，赠孺人；继王氏，封孺人。子五：伯儒，太学生，为兄一谅后。伯隽，娶薛氏，庠生薛大鹭女；伯寀，娶陈氏，庠生陈所愿女；伯华，娶林氏，知县林廷植女；伯勲，娶薛氏，大叅薛曾孙女，皆郡诸生。